# Meteorologiåret 1980

## Händelser

### Februari
- 25 februari – Ett kraftigt oväder i södra Kalifornien i USA leder till förödelse i regn och lera.[1]

### Mars
- 24 mars - Maxisutbredningen i Sverige infaller [2].

### Maj
- Maj - Kritiskt vinterflöde i norra Skåne, Sverige och angränsande delar [3].

### Juni
- Juni - Stockholm, Sverige upplever en mycket regnig junimånad [4]
- 22 juni - Ett åskväder över Stockholm inleder en rekordregnig junimånad i Sverige, undantaget Tornedalen. På Europaväg 6 bildar vattenmassorna småsjöar som dämpar och stundtals helt lamslår trafiken. Regnvädret följs sedan av värmebölja fram till 11 juni.[5].

### Juli
- 10 juli - En värmebölja i de sydvästra delarna av USA, i det så kallade Solbältet, uppges ha krävt minst 200 dödsoffer. Boskap dödas och jordbruk förstörs [6].
- 15 juli – Vindar på 100 mph orsakar strömavbrott i Dakota County i Minnesota, USA orsakar skador för 500 000 US-dollar [7].
- Juli-augusti - Den tropiska cyklonen Orkanen Allen drabbar Västindien och delstaten Texas i USA [8].

### Augusti
- 19 augusti – Starka vindar vid Belle Plaine i Minnesota, USA skadar fem flygplan [9].

### September
- 19 september – Stora hagel härjar i Saint Paul i Minnesota, USA [10].

### Oktober
- 7 oktober – Sommarlik värme uppmäts i Minnesota, USA [11].

### November
- 4 november – Med temperaturen + 18,4 °C noteras nytt värmerekord för månaden i Vancouver i British Columbia, Kanada [12].
- 21 november – 28 000 Kanadagäss samlas vid Silver lake i Minnesota, USA [13].
- 29 november – Vid Kap Morris Jesup, Grönland uppmäts temperaturen - 45.0 °C, vilket blir Grönlands lägst uppmätta temperatur för månaden [14].

### December
- December - Månaden börjar med kyla i Sverige, som sedan fortsätter i de norra delarna medan det i söder mest blir regn och blåst, vilket speglar 1980 som helhet i Sverige. Vid årets slut drabbas Finjasjön av översvämning.[15].
- 25 december - Storbritannien upplever en landsomfattande "vit jul" [16].
- 3 december – Vid Narsarsuaqs flygplats, Grönland uppmäts temperaturen + 15.4 °C, vilket blir Grönlands högst uppmätta temperatur för månaden [14].
- 30 december – En värmebölja slår till i Minnesota, USA [17].

## Födda
- 20 november – Tony Laubach, amerikansk meteorolog och stormjägare.

## Avlidna
- 29 januari – Gordon Manley, brittisk klimatolog och meteorolog.
- 15 maj – John Somers Dines, brittisk meteorolog.
- 10 november – Artturi Similä, sverigefinsk meteorolog, författare och politisk aktivist.

### Fotnoter
1. ↑   Horisont 1980. Bertmarks
2. ↑  SMHI
3. ↑  ”SMHI”. Arkiverad från originalet den 15 november 2012. https://web.archive.org/web/20121115095739/http://www.smhi.se/kunskapsbanken/hydrologi/1980-kritiskt-vinterflode-i-norra-skane-och-angransande-delar-av-landskapen-1.12821. Läst 2 februari 2011.
4. ↑  SMHI
5. ↑  Horisont 1980, Bertmarks förlag, sidan 177 - Junivädret dränkte Skåneland
6. ↑  Horisont 1980, Bertmarks förlag, sidan 180 - Värmebölja i USA katastrof
7. ↑  ”Arkiverade kopian”. Arkiverad från originalet den 21 juli 2010. https://web.archive.org/web/20100721153842/http://climate.umn.edu/pdf/day_in_weather_history/july_wx_history.pdf. Läst 16 februari 2011.
8. ↑  Horisont 1980, Bertmarks förlag, sidan 207 - Orkanbältet åter drabbat
9. ↑  ”Arkiverade kopian”. Arkiverad från originalet den 26 juli 2010. https://web.archive.org/web/20100726102403/http://www.climate.umn.edu/pdf/day_in_weather_history/august_wx_history.pdf. Läst 16 februari 2011.
10. ↑  ”Arkiverade kopian”. Arkiverad från originalet den 26 juli 2010. https://web.archive.org/web/20100726102501/http://www.climate.umn.edu/pdf/day_in_weather_history/september_wx_history.pdf. Läst 16 februari 2011.
11. ↑  ”Arkiverade kopian”. Arkiverad från originalet den 26 juli 2010. https://web.archive.org/web/20100726102332/http://www.climate.umn.edu/pdf/day_in_weather_history/october_wx_history.pdf. Läst 16 februari 2011.
12. ↑  ”Dan, Dan the Weatherman's Canadian Weather Trivia Page”. Arkiverad från originalet den 9 september 2013. https://web.archive.org/web/20130909001246/http://www.dandantheweatherman.com/cantriv.html. Läst 7 mars 2011.
13. ↑  ”Arkiverade kopian”. Arkiverad från originalet den 21 juli 2010. https://web.archive.org/web/20100721154003/http://climate.umn.edu/pdf/day_in_weather_history/january_wx_history.pdf. Läst 16 februari 2011.
14. 1 2  DMI
15. ↑  Horisont 1980, Bertmarks förlag, sidan 303-304 - Kallt och vått 1980 och Kritiskt vid översvämmade Finjasjön
16. ↑  ”Arkiverade kopian”. Arkiverad från originalet den 15 december 2010. https://web.archive.org/web/20101215013148/http://climate.umn.edu/pdf/day_in_weather_history/december_wx_history.pdf. Läst 16 februari 2011.